# Ectemnius lapidarius
Ectemnius lapidarius ist eine Grabwespe aus der Familie der Crabronidae.

## Merkmale
Die weiblichen Grabwespen sind 9–12 mm, die männlichen 7–11 mm lang. Damit gehören sie zu den kleineren Vertretern ihrer Gattung. Die Färbung von Ectemnius lapidarius kann variieren und die Grabwespen können mit einigen sehr ähnlichen verwandten Arten der Gattung Ectemnius verwechselt werden. Die Grabwespen sind überwiegend schwarz gefärbt. Am Vorderrand des Thorax befinden sich zwei gelbe Flecke. Der Hinterleib weist paarig gelbe Flecke auf, die auch miteinander verbunden sein können und dann eine Querbinde darstellen. Die Flügel sind bräunlich gefärbt. Der Scapus ist bei beiden Geschlechtern gelb gefärbt. Die Geißelglieder der Männchen weisen auf der Unterseite zwei kleine Zähnchen auf. Die Mandibeln sind teilweise gelb gefärbt.

## Vorkommen
Ectemnius lapidarius ist holarktisch verbreitet. In Europa ist die Art weit verbreitet. Ihr Vorkommen reicht von Fennoskandinavien und den Britischen Inseln im Norden bis in den Mittelmeerraum im Süden. Nach Süden hin nimmt deren Vorkommen merklich ab. In Nordamerika ist die Art ebenfalls vertreten. In Mitteleuropa gehört Ectemnius lapidarius zu den häufigsten Arten der Gattung.

## Lebensweise
Die Grabwespen beobachtet man von Mai bis September, häufig an den Blüten von Doldenblütlern, insbesondere an Engelwurzen. Die Lebensweise von Ectemnius lapidarius ist vergleichbar mit der anderer Arten der Gattung Ectemnius. Die Weibchen legen in Weichholz ihre Nisthöhlen an und bevorraten diese mit erbeuteten Fliegen. Zu diesen gehören Schwebfliegen, Echte Fliegen (Muscidae), Raupenfliegen, Schmeißfliegen und Luchsfliegen. Das Nest wird mit mehreren Kammern angelegt. Pro Kammer wird ein Ei abgelegt. Die geschlüpften Larven ernähren sich von dem Vorrat.

## Parasitoide
Zu den Parasitoiden von Ectemnius lapidarius zählt Perithous scurra. Die Weibchen der Schlupfwespenart platzieren mit Hilfe ihres langen Legestachels ihre Eier in die Nisthöhlen der Grabwespen. Die geschlüpften Schlupfwespenlarven ernähren sich von der Brut ihrer Wirte und deren Vorräten.